# بوته تمشک (فیلم ۱۹۶۰)
بوته تمشک (به انگلیسی: The Bramble Bush) یک فیلم سینمایی آمریکایی در ژانر درام محصول سال ۱۹۶۰ میلادی، بر اساس رمان جنجالی با همین نام، به کارگردانی دانیل پتری و با بازیگری ریچارد برتون، آنجی دیکینسون، باربارا راش، جک کارسون و جیمز دون همراه می‌باشد. این فیلم توسط کمپانی برادران وارنر منتشر شد .

## فروش
این فیلم در آمریکا و کانادا ۳ میلیون دلار فروش داشت.